# Le Chalet de la Forêt
Pour les articles homonymes, voir Chalet (homonymie).
Le Chalet de la Forêt est un restaurant deux étoiles  Michelin situé dans la commune belge d'Uccle. Le chef est Pascal Devalkeneer. Ce restaurant est considéré comme le treizième meilleur situé en Belgique.

## Étoiles Michelin
- 2008-2011
- 2012- en cours

## Gault et Millau
- 17,5/20